# Polygala bolbothrix
Polygala bolbothrix är en jungfrulinsväxtart som beskrevs av Stephen Troyte Dunn. Polygala bolbothrix ingår i släktet jungfrulinssläktet, och familjen jungfrulinsväxter.

## Underarter
Arten delas in i följande underarter:
- P. b. devicolamensis
- P. b. pulniensis